# شیتال شث
شیتال شـِث (انگلیسی: Sheetal Sheth؛ زادهٔ ۲۴ ژوئن ۱۹۷۶)؛ (US:  ‎i‎/ˈʃiːθəlˈʃɛθ/‎) یک هنرپیشه و تهیه‌کننده اهل ایالات متحده آمریکا است.
او اولین آمریکاییِ هندی‌تبار است که عکسش بر جلدِ مجلهٔ مشهور «ماکسیم» چاپ شده است. شیتال شـِث در زمینه بازیگری هم برندهٔ جوایز متعددی در جشنواره‌های بین‌المللی شده است.
از فیلم‌ها یا مجموعه‌های تلویزیونی که وی در آن‌ها نقش داشته است می‌توان به ان‌سی‌آی‌اس: لس‌آنجلس، من نمی‌توانم درست فکر کنم، جهان غیرقابل مشاهده اشاره نمود.